# Пінжедур (Кілемарський район)
Пінжеду́р (рос. Пинжедур, марій. Пӱнчыдӱр) — присілок у складі Кілемарського району Марій Ел, Росія. Входить до складу Кум'їнського сільського поселення.

## Населення
Населення — 30 осіб (2010; 29 у 2002).
Національний склад (станом на 2002 рік):
- марі — 72 %